# Thomaz Koch
Thomaz Koch (Porto Alegre, 11 de mayo de 1945) es un exjugador de tenis brasileño. Dentro de sus logros más importantes se encuentran dos títulos de ATP y dos medallas de oro en los Juegos Panamericanos de 1967. Fue unos de los jugadores que inspiraron a Guillermo Vilas en sus primeros pasos en el circuito ATP, copiando además su look de pelo largo y vincha. 

## Torneos ATP

### Individuales

#### Títulos
| N.º | Fecha | Torneo  | Superficie    | Oponente en la final | Resultado       |
| --- | ----- | ------- | ------------- | -------------------- | --------------- |
| 1.  | 1969  | Caracas | Tierra batida | Mark Cox             | 8-6 6-3 2-6 6-4 |
| 2.  | 1971  | Caracas | Tierra batida | Manuel Orantes       | 7-6 6-1 6-3     |

#### Finalista
| N.º | Fecha | Torneo    | Superficie  | Oponente en la final | Resultado       |
| --- | ----- | --------- | ----------- | -------------------- | --------------- |
| 1.  | 1976  | Jartum    | Dura        | Mike Estep           | 4-6 7-6 4-6 3-6 |
| 2.  | 1976  | Núremberg | Carpeta (i) | Frew McMillan        | 6-2 3-6 4-6     |